# Уилкерсон, Даг
Дуглас Уилкерсон (англ. Douglas Wilkerson; 27 марта 1947, Фейетвилл, Северная Каролина — 21 февраля 2021, Энсинитас, Калифорния) — профессиональный американский футболист. Играл на позиции гарда. Выступал в НФЛ с 1970 по 1984 год, большую часть карьеры провёл в составе клуба «Сан-Диего Чарджерс». Трижды участвовал в Пробоуле. Один из лучших игроков в истории команды, член Зала славы «Чарджерс». На студенческом уровне играл за команду Центрального университета Северной Каролины. На драфте НФЛ 1970 года был выбран в первом раунде под общим четырнадцатым номером.

## Биография
Даг Уилкерсон родился 27 марта 1947 года в Фейетвилле в Северной Каролины. Там же он окончил старшую школу имени Эзекиля Эзры Смита, затем поступил в Центральный университет Северной Каролины, исторически чёрное учебное заведение в Дареме. После его окончания на драфте НФЛ 1970 года он был выбран клубом «Хьюстон Ойлерз» в первом раунде под общим четырнадцатым номером.
В «Ойлерз» Уилкерсон провёл один сезон, после чего был обменян в «Сан-Диего Чарджерс». В этом клубе он провёл четырнадцать лет. Суммарно за карьеру он сыграл 204 матча в регулярном чемпионате НФЛ. С 1980 по 1982 входил в число участников Пробоула, по итогам сезона 1982 года был избран в сборную звёзд Олл-про. В 1980-х годах был одним из ключевых игроков команды, входившей в число лидеров лиги по результативности, дважды играл в финале конференции.
За свой вклад в 2000 году был избран в Зал славы «Чарджерс» и включён в сборную звёзд первых 40 лет истории клуба. В 2009 году вошёл в состав сборной 50-летия клуба. В 2014 году был избран в Зал славы исторически чёрных учебных заведений.
Скончался 21 февраля 2021 года в Энсинитасе в Калифорнии в возрасте 73 лет.